# Latina rugosa
Latina rugosa is een vliesvleugelig insect uit de familie Eucharitidae. De wetenschappelijke naam is voor het eerst geldig gepubliceerd in 2007 door Torréns, Heraty & Fidalgo als Laurella rugosa. Het holotype is afkomstig uit Rosario de la Frontera (Salta) in Argentinië. De soort is aangetroffen in de Argentijnse provincies Salta en Tucumán.